# EIF1B
EIF1B‏ (Eukaryotic translation initiation factor 1B) هوَ بروتين يُشَفر بواسطة جين EIF1B في الإنسان.